# Annals de Quedlinburg

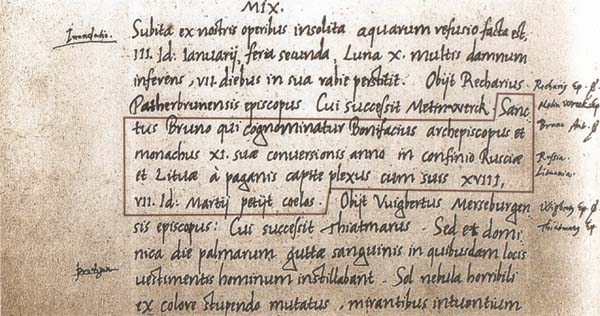
La primesa constància del nom de Lituània apareix en els Annals de Quedlinburg (1009)

Els Annals de Quedlinburg (llatí: Saxonicae Annales Quedlinburgenses; alemany: Quedlinburger Annalen) es van escriure entre l'any 1008 i el 1030 al convent de l'Abadia de Quedlinburg. En els darrers anys els historiadors han arribat al consens que l'escriptora era una dona. Els annals ofereixen una dedicació quasi exclusiva de la història del Sacre Imperi romanogermànic; també té el primer esment escrit sobre Lituània, datat del 1009. El document originari ha desaparegut, però sobreviu en una còpia del segle xvi conservada a Dresden.

## Quedlinburg

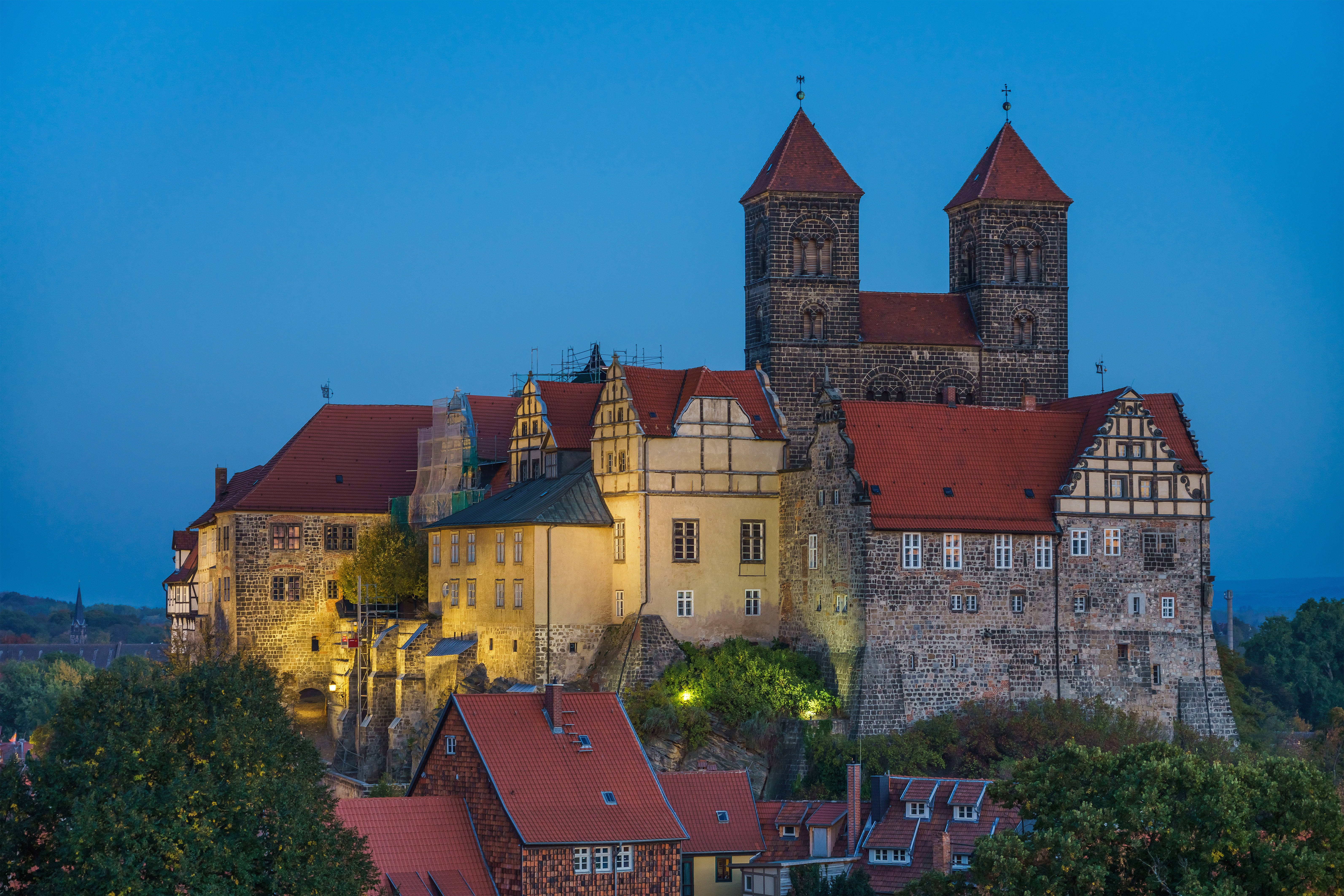
Església de Sant Servatius i monestir

La ciutat de Quedlinburg, a Alemanya, apareix en un document escrit al 922. Matilde de Saxònia fundà una comunitat religiosa per a dones a l'Abadia de Quedlinburg, i en fou ella mateixa abadessa del 966 al 999. L'abadia fou la primera institució educativa per a dones de bressol noble a Saxònia, i es mantingué durant quasi 900 anys. La ciutat fou un palatinat imperial dels emperadors saxons, on Enric I d'Alemanya, fundador de la dinastia otoniana, fou soterrat. Quedlinburg estava situada no gaire lluny de Magdeburg, epicentre de l'assemblea reial de l'imperi, i els seus cronistes podrien sustentar la informació de la casa reial i obtenir declaracions de testimonis visuals dels fets. La ciutat va perdre part del prestigi sota el govern d'Enric II, que trencà la tradició de celebrar la Pasqua en aquella plaça; els annals el retraten de manera no gaire favorable, demostrant la capacitat i el dret d'un monestir a criticar obertament la corona.

## Annals
Els annals comencen amb una crònica de la història del món des d'Adam fins al Tercer Concili de Constantinoble el 680-681, i es basen en cròniques de Jeroni d'Estridó, Isidor de Sevilla i Beda, entre d'altres. La narrativa pren dades de moltes fonts primàries i més antigues fins a l'any 1002, tot i que n'hi ha informes datats del 852. A partir del 993,comença el relat, incloent-hi esdeveniments que representen el testimoniatge en primera persona del cronista sobre successos de Quedlinburg. La quantitat de detalls s'incrementa a partir del 1008, i per això els historiadors arribaren a la conclusió que el primer recull dels annals correspon a aquesta data, malgrat que Robert Holzman argumenta que en podria ser anterior, cap al 1000. S'ha suggerit també que l'autor abandonà un temps el treball entre el 1016 i 1021. De tota manera, el projecte va tenir continuïtat a partir del 1021 i 1030, quan els autors van reportar la victòria contra Miecislau II Lambbert de Polònia.
La tasca primordial dels cronistes era registrar l'herència de la dinastia otoniana i de la mateixa Quedlinburg. Els annals contenen la història d'un cert nombre de personatges com ara Àtila, rei dels huns, i Teodoric el Gran, entre d'altres. La historiadora Felice Lifshitz pensa que la quantitat de material de les sagues nòrdiques integrada en la seua narrativa, no té parió.
Els Annals de Quedlinburg són una font molt important de recerca; durant el segle xii els van emprar si més no cinc historiadors contemporanis. Felice Lifshitz pensa que els Annals tingueren un paper clau en la configuració de la manera en què la influent Alemanya dels segles xix i xx fou testimoni del seu passat medieval. També continua analitzant-se la seua influència en altres contextos, com ara els estudiosos de Beowulf discutint l'ús dels hugons per a identificar els francs, o l'escalfament global o la por al canvi de mil·lenni.

## Lituània
El primer esment a Lituània apareix en aquests annals, i és del 9 de març del 1009:
| « | Sanctus Bruno, qui cognominatur Bonifacius, archiepiscopus et monachus, XI suae conversionis anno in confinio Rusciae et Lituae a paganis capite plexus, cum suis XVIII, VII. Id. Martii petiit coelos. | [1009] Sant Bru, arquebisbe i monjo, anomenat Bonifaci (Bru de Querfurt), fou decapitat per uns pagans en l'any onzé de la conversió en la regió de les fronteres del Rus de Kíiv i Lituània, i amb 18 dels seus seguidors, entraren al cel el 9 de març. | » |

Per altres fonts que descriuen l'obra de Bru de Querfurt, s'esclareix que el missioner temptà de cristianitzar el rei pagà Netimer i els seus súbdits. El germà de Netimer, Zebeden, però, va rebutjar el cristianisme i matà el missioner i els seus seguidors. L'historiador lituà Alfredas Bumblauskas indica que aquests annals registren el primer baptisme en la història de la cristianització de Lituània.